# Хлеб
Хлеб — пищевой продукт, получаемый при выпечке теста, приготовленного как минимум из муки и воды, разрыхлённого пекарскими дрожжами или закваской. Рецептура хлеба часто содержит соль, сахар и жиры. Словом «хлеб» часто называют сельскохозяйственные культуры, а также само зерно этих культур и изготовляемую из него муку, используемую для выпечки.
Для приготовления хлеба используют такие компоненты как пшеничную и ржаную муку, реже — кукурузную, ячменную и другие. В некоторые сорта хлеба также добавляют специи, такие как зёрна тмина, орехи, изюм, чеснок, курагу и зёрнышки (семена кунжута, мака и другие). Зёрна служат и для украшения.
Согласно российскому ГОСТу, к хлебу относят хлебобулочные изделия с массой более 500 г с влажностью не менее 19 % (по терминологии ГОСТ 32677-2014).
Хлеб можно есть отдельно; его также употребляют со сливочным, арахисовым или подсолнечным маслом, вареньем, маргарином, повидлом, джемом, желе, мармеладом, мёдом, что по сути является блюдом, носящим название «бутерброд». Хлеб используется также как основа для сэндвича. Он может быть только выпеченным или впоследствии подрумянен (например, в тостере), может подаваться почти без ограничений, комнатной температуры или горячим. В некоторых культурах, например, в Эфиопии (ынджера), хлеб одновременно используется и как столовый прибор. Неупакованный хлеб принято хранить в хлебнице, чтобы он оставался свежим. Существует наследственное заболевание — целиакия, при котором употребление в пищу хлеба противопоказано из-за содержащегося в нём глютена. Больной должен соблюдать пожизненную безглютеновую диету.

## Этимология
Русское слово «хлеб» восходит к праслав. *хlěbъ, которое, возможно, является заимствованием из гот. hlaifs / hlaibs. Причём «хлебом» первоначально называли формовое мучное изделие, о чём может свидетельствовать слово греч. klibanos («глиняная посуда для выпечки хлеба»).
Согласно иной версии, «хлеб» может быть исконным словом как для германцев, так и для славян.
В свою очередь, в китайском языке слово «хлеб» в фонетической передаче 列巴 (леба) стало источником понятия кит. упр. 大列巴, пиньинь dàliěba, далеба, разновидность китайского пышного хлеба (大 (да) означает «большой») по русскому рецепту.

## История
Хлеб — один из старейших приготавливаемых продуктов, появившийся ещё в неолите. Первый хлеб представлял собой подобие запечённой кашицы, приготовленной из крупы и воды, а также мог стать результатом случайного приготовления или намеренных экспериментов с водой и мукой. Потомки такого раннего хлеба изготавливаются в настоящее время из различной крупы по всему миру, например, мексиканская тортилья, индийский чапати, китайский баобин (báobǐng, 薄饼), шотландская овсяная лепёшка, североамериканская кукурузная лепёшка и эфиопская инжера. Такой хлеб в виде лепёшки стал основой пищи многих древних цивилизаций, шумеры ели ячменные лепёшки, а в XII веке до н. э. египтяне могли купить в палатках на улицах деревень лепёшки, называемые та. В захоронении тохаров (Лоуланьская красавица, 1800 год до н. э.) была найдена сумка с зерном и решето, что, несомненно, свидетельствует о тогдашнем использовании хлеба в пищу.
Под названием «хлеб» известны разного вида пищевые продукты, приготовленные из зерновой муки некоторых злаков и служащие важнейшей составной частью народного продовольствия. Главнейшие хлебные культуры: пшеница, рожь, ячмень, кукуруза, рис, просо, овёс, сорго и дурра. Кроме злаков, роль хлебных растений принадлежит и некоторым другим, например, маниоку (кассаве), нескольким видам пальм, хлебному дереву (Artocarpus), арророуту и прочим.
Считается[кем?], что хлеб из дрожжевого теста впервые появился в Древнем Египте в связи с местными благоприятными условиями для роста пшеницы, а для приготовления такого хлеба потребовалось вывести сорт пшеницы, обладающий двумя новыми свойствами. Первое улучшение, сделанное в раннединастический период в Египте, состояло в том, что была найдена и выращена пшеница, которую можно было молотить без предварительной сушки на огне. Находка сорта пшеницы, содержащего достаточно много клейковины (белка́), стало вторым открытием, которое помогло появлению дрожжевого хлеба.
Считается[кем?], что первоначально дрожжевое тесто стало использоваться в XVII веке до н. э., но пшеница, из которой можно было делать такое тесто, встречалась очень редко. Вывод о недостатке такой пшеницы был сделан на основе данных о том, что такая пшеница почти никогда не привозилась в Древнюю Грецию до IV века до н. э.
Для первых видов хлеба было много способов заквашивания теста. Можно было использовать в качестве дрожжей бактерии, имеющиеся в воздухе — для этого нужно было только оставить тесто на открытом воздухе на какое-то время перед выпечкой. Эта технология до сих пор используется при изготовлении хлебной закваски. Плиний Старший писал, что галлы и иберийцы использовали снятую с пива пену, чтобы делать «более лёгкий [то есть менее плотный] хлеб, чем [делали] другие народы». В тех частях Древнего мира, где вместо пива пили вино, в качестве закваски использовали смесь из виноградного сока и муки, которой позволяли забродить, или пшеничные отруби, пропитанные вином. Тем не менее наиболее распространённым методом было оставить кусок теста при приготовлении хлеба и использовать его на следующий день в качестве источника брожения.
Даже в Древнем мире существовало очень много разнообразных видов хлеба. В своём сочинении «Пир мудрецов» древнегреческий автор II—III веков н. э. Афиней описывал некоторые виды хлеба, пирожных, печенья и другой выпечки, приготавливавшейся в античности. Среди сортов хлеба упоминаются лепёшки, медовый хлеб, буханки в форме гриба, посыпанные маковыми зёрнами и особое военное блюдо — хлебные завитки, запечённые на вертеле. Тип и качество муки, использовавшейся для приготовления хлеба, также могло различаться. Как отмечал автор III века до н. э. Дифил, «хлеб, сделанный из пшеницы, по сравнению с тем, что сделан из ячменя, более питательный, легче усваивается, и всегда лучшего качества. В порядке достоинства, хлеб, сделанный из очищенной [хорошо просеянной] муки, является первым, после него — хлеб из обычной пшеницы, а затем хлеб, сделанный из непросеянной муки».
У древних египтян, евреев, греков и римлян в большом распространении был хлеб из ячменя, он и в настоящее время употребляется в южной Германии, Швейцарии и Греции; хлеб из овсяной муки (со специфичным привкусом) — в Шотландии и Швеции; из кукурузы — в Венгрии и Румынии, Северной и Южной Америках. В Индии, Южном Китае и некоторых других странах роль хлебного растения принадлежит рису. Хлеб из дурры (кислого вкуса) употребляется в Египте. В Африке и Азии лепёшки из сорго служат у местного населения важным пищевым материалом. Во всех же современных культурных странах под «хлебом» известны пищевые продукты исключительно из пшеницы и ржи, причём в течение XIX века в Западной Европе ржаной хлеб вытеснен пшеничным, как наиболее легко усваиваемым нашим организмом. Ржаной хлеб употребляется главным образом в России (хотя во второй половине XX века в значительной степени утратил былое преобладание), Скандинавии и, отчасти, в Германии.
Первоначально в каждом хозяйстве приготовлялся хлеб для своей надобности, причём хлебопечением занимались обыкновенно женщины и рабы. В Средние века в Европе каждый замок и монастырь имели свою мукомольню и хлебопекарню. Когда вокруг замков и монастырей стали развиваться города, то в них к XII веку появились гильдии булочников. Каждый булочник обязан был печь определённое количество хлеба, чтобы не было перепроизводства хлеба, но чтобы его хватало для всех горожан.
В Москве по переписи 1638 года было 263 человека, которые занимались хлебным промыслом, из них 52 выпекали хлеб, 43 — пряники, 7 — блины, 14 — сырники, 5 — крупеники, 12 — ситники, 50 — просвирки.
В конце XIX века стали возникать более крупные хлебопекарные предприятия, которые начали вытеснять кустарные. В Москве, например, славилась булочная династия Филипповых — к 1905 году в одной только Москве у них было 16 булочных и пекарен, а также имелись филиалы в ещё шести городах. Но в целом к 1914 году в России преобладали мелкие пекарни, имелось только несколько крупных хлебопекарных предприятий: в Москве, Петербурге, Кронштадте.
Американец Отто Фредерик Роведдер в 1912 году начал работать над машиной, которая бы умела нарезать хлеб. Но пекарни очень неохотно использовали такие машины, поскольку нарезанный хлеб быстрее черствел. Лишь после 1928, когда доработанная машина Роведдера нарезала и сразу заворачивала хлеб в упаковку, нарезанный хлеб стал популярным.
В 1924 году в СССР имелось всего около 20 хлебозаводов, работавших в крупных городах, но к 1929 году было построено ещё 38. В 1928 году началась индустриализация, что привело к резкому росту городского населения, поэтому была принята программа строительства хлебозаводов и механизированных пекарен. Построенный к 1933 году хлебозавод МСПО (МОСПО) № 10 имени А. Е. Бадаева, названный позднее «Пролетарец», стал самым крупным в мире.
В настоящее время во всех развитых странах производство хлеба высоко механизировано. Хлеб стал распространён даже в тех регионах, где раньше не был традиционным продуктом. Так, дальневосточные народы традиционно предпочитали рис, но в Японии после Второй мировой войны быстро развивалось промышленное производство печёного хлеба с использованием американских технологий. В большинстве стран основным является пшеничный хлеб; ржаной хлеб обычен для России, Германии, стран Скандинавии.
Популярны домашние хлебопечки, автоматически делающие тесто и выпекающие хлеб.

## Типы хлеба
Хлеб — один из самых распространённых продуктов питания. Во многих странах существуют свои национальные рецепты его приготовления:
- банановый хлеб (США)
- бейгл (США)
- брецель (Германия)
- бриошь (Нормандия, Франция)
- галеты (Западная Европа)
- каравай (Россия, Украина, Беларусь)
- круассан, багет (Франция)
- лаваш (Кавказ)
- лао-бин (Китай)
- лахох (Йемен, Джибути, Сомали)
- матнакаш (Армения)
- маца (Израиль)
- наан (Индия)
- паляница (хлеб) (Украина)
- пита (Ближний Восток)
- пумперникель (Германия)
- рейкялейпя (Финляндия)
- ржаной хлеб (страны СНГ и Скандинавии)
- сайка (Россия, Прибалтика)
- тандыр-нан, патыр, токоч (Средняя Азия)
- тигровый хлеб (Нидерланды)
- тортилья (Мексика)
- фокачча (Италия)
- фолар (Португалия)
- французский багет (Франция)
- чапати (Индия)
- чиабатта (Италия)
- чурек (Северный Кавказ)
- шоти-пури (Грузия)
- юха (Азербайджан)

Кроме того, существуют различные способы выпекания хлеба, в частности:
- формово́й хлеб выпекается в хлебопекарной форме (наиболее типичная форма — прямоугольный параллелепипед, изделия из которой называют «буха́нками»; существуют варианты с цилиндрической формой);
- подо́вый хлеб выпекается на хлебопекарном листе, про́тивне, поду́ пека́рной камеры или люльки;
- тандырный хлеб выпекается в тандыре.

## Структура и химический состав

### Мука
Мука изготавливается из зёрен злаковых, размельчённых до порошкообразного состояния. Именно от муки зависит основная структура выпеченного хлеба. Наиболее распространена мука ржаная, ячменная, кукурузная и другие, но для приготовления хлеба чаще всего используется пшеничная мука, размолотая по специальной технологии. В среднем, зерно в процессе превращения в муку проходит путь до 5 км по различным этажам современной мельницы. В составе муки в хлебе присутствуют крахмал и белки. Белки хлеба усваиваются организмом на 62—86 %.
Кроме крахмала, пшеничная мука содержит вещества трёх водорастворимых белковых групп: альбумин, глобулин, протеоза, и двух нерастворимых в воде белковых групп: глутенин и глиадин. При смешивании с водой растворимые белки растворяются, а оставшиеся глутенин и глиадин формируют структуру теста. При замешивании теста глутенин складывается в цепочки длинными тонкими молекулами, а более короткий глиадин формирует мостики между цепочками глутенина. Получающаяся сетка из этих двух белков и называется «клейковиной».

### Жидкости
Вода или какая-либо другая жидкость используется для формирования из муки теста. Объём необходимой жидкости различается в зависимости от рецепта хлеба, но общепринятым для дрожжевого хлеба является примерное отношение одна объёмная часть жидкости к трём частям муки. В рецептах, в которых используется заквашивание на пару, содержание жидкости может превышать содержание муки. В дополнение к воде могут использоваться другие жидкости, среди которых молочные продукты, фруктовые соки и пиво. В составе каждой из этих жидкостей в хлеб, как и с водой, попадают дополнительные подсластители, жиры и компоненты закваски.

### Заквашивание
Заквашивание — процесс создание рыхлой структуры теста перед выпечкой, чтобы получить более пышный и легко откусываемый хлеб. Большинство видов хлеба готовится с использованием дрожжевой закваски.

#### Разрыхление с химической точки зрения
Простой метод разрыхления теста для хлеба — использование химических веществ для формирования рыхлой структуры теста. Существуют 2 наиболее распространённых метода: использование разрыхлителя, либо использование кислотного ингредиента, такого как пахта, с добавлением пищевой соды. Результатом реакции кислоты и соды будет насыщение теста углекислым газом.
Химически разрыхлённый хлеб также называют «быстрым хлебом» или «хлебом на соде». Этот метод широко используется при выпечке кексов и сладкого хлеба, такого как банановый хлеб.

#### Заквашивание дрожжами
Многие сорта хлеба заквашиваются на грибковых дрожжах, которые вызывают брожение углеводов в муке и сахаре с выделение углекислого газа. В большинстве случаев для этой технологии используют как на производстве, так и в быту используют хлебопекарные дрожжи, дающие стабильный результат. Менее распространённой является дрожжевая закваска на основе цветков хмеля. Такой способ заквашивания менее удобен для промышленного производства (тесто всходит значительно дольше и иногда наблюдается его закисание), однако хлеб на хмелю считается[кем?] более полезным для человека и потому производится в небольших количествах как диетический продукт.
Диетический хлеб — группа изделия специального назначения:
- хлеб для диабетиков, почти не содержащий крахмала и сахара;
- хлеб зерновой — для лиц, страдающих вялостью желудочно-кишечного тракта;
- ахлоридный (бессолевой) — хлеб для лиц, страдающих заболеванием почек или гипертонией;
- йодированный хлеб и хлебные изделия из морской капусты.

Как хлебопекарные дрожжи, так и метод выпекания хлеба с сухой закваской следуют одинаковому шаблону. Вода смешивается с мукой, солью и разрыхлителем (хлебопекарные дрожжи или сухую закваску). Другие добавки (специи, травы, жиры, зёрна, фрукты) не являются необходимыми для хлебобулочных изделий, но часто используются. Смешанному тесту дают подняться один или более раз (более долгое время подъёма приводит к лучшему вкусу, поэтому пекари часто «сбивают» тесто и дают ему подняться снова), затем придают тесту форму батонов и, возможно, после дополнительного подъёма теста, хлеб выпекают в духовке.
Многие сорта хлеба (такие, как известный французский багет) делаются из безопарного теста, все компоненты которого сразу смешиваются вместе, и после подъёма тесто выпекается. В других случаях тесто может быть сделано на опаре, для которой некоторое количество муки, воды и закваски смешивают примерно за день до выпекания и дают бродить ночь. В день выпекания добавляются остальные ингредиенты, а остальная часть процесса совпадает с выпечкой из безопарного теста. В таком случае получается более вкусный хлеб с лучшей текстурой. Многие пекари считают, что тесто на опаре является компромиссом между надёжными результатами хлебопекарных дрожжей и вкусом/сложностью более долгого брожения. Это также позволяет при выпечке использовать минимальное количество хлебопекарных дрожжей, которые в первое время после появления были дефицитным товаром и стоили достаточно дорого.
Заместитель директора Государственного научно-исследовательского института хлебопекарной промышленности по научной работе М. Костюченко указывал, что вопреки встречающемуся мнению дрожжевой хлеб, выпеченный с использованием натуральных дрожжей, не вреден, при выпекании все дрожжевые клетки погибают. Проблему могут составить лишь химические добавки, иногда присутствующие в выпускаемых дрожжах.

#### Закваска
Кислый вкус закваски и хлеба на её основе происходит не от дрожжей, а от молочнокислых бактерий, с которыми дрожжи живут в симбиозе. Молочнокислые бактерии питаются побочными продуктами брожения дрожжей и, в свою очередь, делают среду в целом более кислой, выделяя молочную кислоту, которая не даёт закваске протухнуть, поскольку большинство микробов не способны выжить в кислой среде. Изначально весь хлеб готовился на закваске, но процесс заквашивания оставался непонятным до XIX века, когда с помощью микроскопа европейские учёные смогли обнаружить микроорганизмы (дрожжи). С тех пор проводилась селекция и культивация дрожжей с целью повышения надёжности и быстроты ферментации. В продаже появились упакованные хлебопекарные дрожжи. Сделанный на основе таких дрожжей хлеб почти не содержит молочнокислых бактерий, что улучшает его вкус. Выпекание хлеба стало проще, быстрее и технологичнее, расширился ассортимент пекарен. Тесто на природных дрожжах (как солодовых, так и хмелевых) созревает гораздо медленнее, а стоимость закваски из хмеля или солода выше.
Хлеб, изготовленный без заквашивания — ацимон (опресноки) не очень ценен как продукт питания, но имеет важное обрядовое значение в иудаизме (маца), а также используется некоторыми христианскими церквями (например, евхаристическая гостия в богослужении Католической церкви).

## Хлеб в культуре и религии
Являясь основой питания многих народов, хлеб рассматривается как источник жизни и символ труда. Согласно славянскому обычаю гостеприимства, круглый хлеб с солонкой посередине («хлеб-соль») преподносят на расшитом полотенце (рушнике). В русском языке имеется множество пословиц и поговорок, связанных с хлебом: «хлеб — всему голова», «будет хлеб — будет и песня».
В христианстве хлеб играет центральную роль в таинстве Святого Причастия, прелагаясь во время Евхаристии в Тело Христово. В иудаизме пресный (то есть изготовленный без дрожжей) хлеб употребляется на Пасху, праздник исхода из Египта. Согласно христианскому богословию, оба обычая тесно связаны между собой, так как именно во время празднования еврейской Пасхи, на Тайной Вечере, Христос преломил хлеб, положив тем самым начало таинству Евхаристии. В молитве «Отче наш» есть слова: «Хлеб наш насущный даждь нам днесь».
В прошлом хлеб часто использовался в политических лозунгах: древние римляне требовали «хлеба и зрелищ»; в первые годы СССР был популярен лозунг «Даёшь хлеб!».
Хлеб фигурирует в названиях произведений литературы:
- «Хлеб» — роман Д. Н. Мамина-Сибиряка;
- «Ташкент — город хлебный» — роман А. С. Неверова;
- «Не хлебом единым» — роман Владимира Дудинцева.

Широкой известностью в СССР пользовалась картина Татьяны Яблонской «Хлеб» (1949 год, Сталинская премия II степени).
В жаргоне битников слово «хлеб» обозначало «деньги».

## Хлеб в СССР
Во время голода 1921 года и безудержной гиперинфляции совзнаков, киевским Натурсоюзом были выпущены необесценивающиеся натурально-расчётные чеки достоинством 1 пуд хлеба, которые находились в обороте и выполняли роль натуральных денег.
В СССР во второй половине XX века хлеб, в основном, перестал быть дефицитом. В городах хлеб продавался, помимо общепродуктовых магазинов, в многочисленных специализированных магазинах «Хлеб» или «Булочная». Ассортимент таких магазинов часто состоял только из хлебобулочных изделий. Как правило, продавалось несколько вариантов пшеничного и ржаного хлеба («белый хлеб» и «чёрный», «батон» и «буханка»). Хлеб продавался непосредственно с деревянных лотков, в которых его привозили. Обычно хлеб не имел какой-либо упаковки, поэтому часто рядом с лотками висела ложечка или двухпалая вилка на верёвке, с помощью которой покупатель мог проверить мягкость хлеба, не прикасаясь к нему руками.
Несмотря на относительную дешевизну и доступность хлеба, например, часто в столовых на территории предприятий хлеб был бесплатным, в 1970—1980-е годы в СССР, в общественных, школьных, воинских столовых, была развёрнута агитация о бережном и экономном обращении с хлебом:

Хлеба к обеду
в меру бери!
Хлеб — драгоценность,
им не сори!

## Суррогаты хлеба
В неурожайные годы и во время голода население часто вынуждено было заменять недостающий хлеб другими растительными продуктами. Суррогатами хлеба служили: лебеда, отруби, картофель, просо, гречиха и горох, мякина, жёлуди, подсолнечные жмыхи, свекловичный жом, винокуренная барда, солома, кора и многое другое. Суррогаты примешивались к ржаной муке, или хлеб приготовлялся из одного суррогатного материала; чаще всего из смеси разных суррогатов. Некоторые из перечисленных суррогатов богаты питательными веществами, особенно азотистыми и углеводами (картофель, гречиха, горох, просо), но хлеб, испечённый из них, обыкновенно, весьма плохого вкуса и трудно усваивается организмом. Другие не только обладают очень слабой питательностью, но могут вызывать различные желудочно-кишечные расстройства.
В немецкой армии во время Первой мировой войны проводились опыты по добавлению в хлеб древесных опилок с целью увеличения его объёма и по добавлению крови с целью увеличения питательности, но эти опыты оказались неудачными.